# Molen O-T
Molen O-T is een van de poldermolens van de Zijpe- en Hazepolder en ligt in 't Zand in de Nederlandse gemeente Schagen. De molen is waarschijnlijk gebouwd in de tweede helft van de 17e eeuw.
De molen is een in- en uitmaler van de afdeling 'O-T' van de polder. Deze functie heeft hij tot 1966 gehad, in dat jaar is de afdeling samengevoegd met de afdeling 'P-V', en hebben ze gezamenlijk een elektrisch gemaal gekregen.
In 1967 werd de O-T overgenomen door Stichting Zijpermolens. Nadat hij in de storm van 2-3 april 1973 bijna op hol was geslagen, is hij in de jaren 1974-80 gerestaureerd.
Zijpe Molen D ·
Molen F ·
Molen L-Q ·
Molen N-G ·
Molen N-M ·
Molen O-N ·
Molen O-T ·
Molen P ·
Molen P-V ·
Molen Zuider-G

Stichting Zijpermolens